# Antipathes lenta
Antipathes lenta is een Antipathariasoort uit de familie van de Antipathidae. De wetenschappelijke naam van de soort is voor het eerst geldig gepubliceerd in 1871 door Pourtalès.